# ایوت گورانووا
ایوت گورانووا (به بلغاری: Ивет Горанова) کاراته‌کای اهل بلغارستان است.

## حرفه
در مسابقات کاراته قهرمانی جهان ۲۰۱۸ که در مادرید، اسپانیا برگزار شد، او یکی از مدال‌های برنز را در کومیته ۵۵ کیلوگرم زنان به دست آورد. در سال ۲۰۱۹، در مسابقات قهرمانی کاراته اروپا ۲۰۱۹ که در گوادالاخارا، اسپانیا برگزار شد، در کومیته ۵۵ کیلوگرم زنان موفق به کسب یکی از مدال‌های برنز شد. در همان سال، وی در بازی‌های اروپایی ۲۰۱۹ که در مینسک، بلاروس برگزار شد، در کومیته ۵۵ کیلوگرم زنان مدال طلا را از آن خود کرد. وی در بازی نهایی آنژلیکا ترلیوگا از اوکراین را شکست داد.

## دستاوردها
| سال  | رقابت                 | محل                  | رتبه بندی | رویداد            |
| ---- | --------------------- | -------------------- | --------- | ----------------- |
| ۲۰۱۸ | قهرمانی جهان          | مادرید، اسپانیا      | سوم       | کومیته ۵۵ کیلوگرم |
| ۲۰۱۹ | مسابقات قهرمانی اروپا | گوادالاخارا، اسپانیا | سوم       | کومیته ۵۵ کیلوگرم |
| ۲۰۱۹ | بازی‌های اروپایی       | مینسک، بلاروس        | یکم       | کومیته ۵۵ کیلوگرم |